# Col de Chavan
Pour les articles homonymes, voir Chavan.
Le col de Chavan est un col alpin de Haute-Savoie, situé dans le massif du Chablais, à cheval sur les communes de Mieussy et Bellevaux.